# Giles Foden
Giles Foden (1967) es un escritor inglés, conocido sobre todo por su novela El último rey de Escocia (1998).

## Biografía
Nació en Warwickshire en 1967. Su familia se mudó a Malawi en 1971, donde fue criado. Se educó en Yarlet Hall y en la universidad Malvern College, y de ahí pasó a la universidad Fitzwilliam, Cambridge, donde leyó en inglés, y a la universidad St. John, Cambridge. Trabajó como periodista para la revista Media Week, luego pasó a ser asistente del editor en el The Times Literary Supplement. Fue editor literario adjunto de The Guardian entre 1995 y 2006 y actualmente forma parte del cuadro de Artes Creativas y Escénicas en el Royal Holloway, Universidad de Londres. Es profesor de escritura creativa en la Universidad de Anglia del Este, y todavía contribuye regularmente a The Guardian y otras publicaciones.
Su primera novela, El último rey de Escocia (1998), transcurre durante el represivo régimen de Idi Amin en Uganda en los años setenta. Ganó el Whitbread Award 1998, el Premio Somerset, el Premio Betty Trask y el Premio Conmemorativo Winifred Holtby. El largometraje de 2006 El último rey de Escocia, protagonizado por Forest Whitaker, está basado en su novela con considerables diferencias, y Foden hace un breve cameo como periodista en una de las ruedas de prensa de Amin Dada. Su segunda novela, Ladysmith (1999), cuyo escenario era la Segunda Guerra Boer en 1899, cuenta la historia de una joven, Bella Kiernan, que es arrestada durante el asedio de Ladysmith. El libro fue inspirado por cartas escritas por el bisabuelo de Foden, Arthur Foden, un soldado británico que sirvió en Sudáfrica con la Yeomanry Imperial durante el conflicto.
Giles Foden editó El Siglo de "The Guardian" (1999), una colección de los mejores reportajes y que escritura característica publicado en el diario durante el siglo XX, y contribuyó con un relato corto a The Weekenders: Viajes en el corazón de África, una colección de ficción corta ambientada en África por varios escritores contemporáneos. Zanzibar (2002), transcurre en África oriental y explora los acontecimientos que rodearon los atentados con bomba sufridos por las embajadas estadounidenses en 1998. Mimi y Toutou siguen adelante: La extraña batalla por el lago Tanganika fue publicado en 2004.
En 2009, donó el cuento (Una última) arrojar los dados, del proyecto Oxfam cuatro colecciones de historias de Reino Unido escritas por 38 autores. Su historia fue publicada en la colección Water. Su posterior libro es una novela en interés militar en meteorología en la Segunda Guerra Mundial.
Su cuñado es el político, académico e historiador de medios de comunicación Tristram Hunt.